# Emun Elliott
 (août 2021).
Si vous disposez d'ouvrages ou d'articles de référence ou si vous connaissez des sites web de qualité traitant du thème abordé ici, merci de compléter l'article en donnant les références utiles à sa vérifiabilité et en les liant à la section « Notes et références ».
 (août 2021).
Améliorez-le ou discutez des points à vérifier. 
Emun Elliott est un acteur écossais né le 28 novembre 1983 à Édimbourg en Écosse.

## Biographie
Emun Elliott est né à Édimbourg, en Écosse, sous le nom d'Emun Mohammadi, d'un père perse et d'une mère écossaise. Ainé d'une fratrie de deux enfants, il  grandit à Duddingston (quartier Portobello à Édimbourg), et  fréquente la George Heriot's School avant de commencer un diplôme en littérature anglaise et française à l'Université d'Aberdeen. Mais après un an d'étude, il abandonne l'université  et  poursuit sa formation d'acteur à la Royal Scottish Academy of Music and Drama d'où il sort diplômé en 2005.
Emun Elliott est aussi musicien à ses heures. Après quelques années d'apprentissage de violon, il se tourne vers la guitare classique, puis la basse. En 2015, il est bassiste sur l'album Domestic Blues de son ami Craig Lithgow, chanteur édimbourgeois, leader du groupe écossais Emelle.

## Carrière
Après avoir joué quelques rôles au théâtre  pour la compagnie RSAMD lors de sa formation, Emun Elliott fait ses débuts au cinéma dans Joyeux Noël en 2005 (dans lequel il joue un soldat écossais), ainsi que dans un épisode du feuilleton écossais Monarch of the Glen (en) (BBC).
En 2006, il obtient le rôle de MacGregor pour six épisodes dans le feuilleton Feel the Force (BBC2) et joue également le rôle d'un étudiant — Tariq — dans Afterlife, avant de revenir au théâtre dans la pièce Black Watch, de Gregory Burke, où il tient le rôle de Fraz, pendant deux ans et demi, avec le National Theatre of Scotland.
En 2009, il est choisi pour interpréter le docteur Christian King, dans la mini série Paradox, et il est nommé « One to watch » par le magazine professionnel Screen International. Cette même année, on l'aperçoit dans The Clan de Lee Hutcheon.
À partir de 2010, Emun Elliott apparaît de plus en plus dans des feuilletons anglais, pour un épisode (Inspecteur George Gently, Les Enquêtes de Vera) mais également pour des rôles de personnages récurrents (Lip Service, Game of Thrones) . Au cinéma, Chris Smith lui confie le rôle de Swire dans Black Death, aux côtés de Sean Bean. Il se produit aussi et toujours au théâtre dans Measure for Measure.
En 2011-2012, Emun Elliott décroche l'un des trois rôles principaux de la série Threesome (en), aux côtés de Amy Huberman et Stephen Wight. C'est aussi dans cette période, qu'il va tourner Labyrinth, (mini série tirée du roman de Kate Mosse, qui se passe à Carcassonne, entre Moyen Âge et époque contemporaine), puis va enchaîner avec les deux saisons de The Paradise.
Entre 2012 et 2016, Emun Elliott tourne dans  des films à plus gros budget, notamment Star Wars : Le Réveil de la Force, Filth, Exodus: Gods and Kings, mais il est très présent aussi sur des courts métrages tels que Mission de Mark Buchanan ou The Ring Cycle, et tient le premier rôle masculin dans Strawberry Fields de Frances Lea  (sorti uniquement en DVD). Puis il revient au théâtre dans A view from the bridge, Red Velvet et Fatherland.
Après un tournage qui s'est fait sur presque 18 mois pour Walking to Paris de Peter Greenaway (le film n'était toujours pas sorti sur les écrans en mai 2021), Emun  est de nouveau devant les caméras pour la télévision, avec le feuilleton Clique et surtout Trust Me (en) (Secret Médical en français), une mini série où il incarne un médecin urgentiste auprès de Jodie Whittaker, future Doctor Who. Il est aussi dans le film 6 Days qui retrace la prise d'otage qui a eu lieu à Londres en 1980 à l'ambassade d'Iran. Il enchaîne avec Tell It to the Bees, qui raconte une histoire d'amour entre deux femmes (dont celle de Robert, joué par Emun) , puis de nouveau il repart avec deux courts métrages, Limbo (dans lequel il joue un père devenant fou après la disparition de sa fille) et Tracks. Enfin, il retourne aussi sur les planches pour Things of Dry Hours au Young Vic Theatre à Londres.
Après avoir tourné les quatre épisodes de Petit Meurtre entre frères, Emun Elliott s'envole pour Broadway, où il va reprendre le rôle d'Alvaro Mangiacavallo, dans The Rose Tattoo de Tennessee Williams, auprès de Marisa Tomei à l'American Airlines Theatre, pour onze semaines, entre octobre et décembre 2019.
En 2020, de retour en Écosse, Emun Elliott joue dans le thriller psychologique Marionette, et incarne un sergent major dans The King's Man : Première mission. Fidèle aux courts métrages, il  tourne Kingdom Come et Consumed (histoire d'un couple qui peine pour avoir un enfant) et prête sa voix à une chaussette, lorsque Mark Buchanan tourne un court métrage humoristique afin de récolter des fonds pour l'association caritative (pour la santé mentale), Mind.
En 2021, plusieurs films  et téléfilms auront Emun Elliott dans leur distribution, notamment Phea (version moderne de Orphée) , Old de M. Night Shyamalan , d’après une bande dessinée de Frederik Peeters, le deuxième volet de Petit Meurtre entre frères et une série originale Amazon The Rig qui se passera sur une plateforme pétrolière.
Emun Elliott participe aussi à des représentations radiophoniques, comme en 2018, sur la BBC où il jouait le rôle de Bothwell, dans Mary Queen of Scots.

## Filmographie

### Cinéma
- 2005 : Joyeux Noël : Un soldat écossais
- 2007 : Then a Summer Starts  : Luke
- 2009 : The Clan : Cal McKinley
- 2010 : Black Death : Swire
- 2012 : Prometheus : Chance
- 2012 : Strawberry Fields : Kev
- 2013 : Ordure ! : Inglis
- 2014 : Exodus: Gods and Kings : Abiram
- 2015 : Scottish Mussel : Leon
- 2015 : Star Wars, épisode VII : Le Réveil de la Force : Brance
- 2016 : Walking to Paris : Constantin Brancusi
- 2017 : 6 Days : Roy
- 2018 : Tell It to the Bees : Robert Weekes
- 2020 : Marionette : Kieran
- 2021 : Phea : Edwin
- 2021 : Old de M. Night Shyamalan : Trent adulte
- 2021 : The King's Man : Première mission : Sergent major

### Télévision
- 2005 : Monarch of the Glen (en) : Danny (1 épisode)
- 2006 : Feel the Force : PC MacGregor (6 épisodes)
- 2006 : Afterlife : Tariq (1 épisode)
- 2009 : Paradox : Dr Christian King (5 épisodes)
- 2010 : Inspecteur George Gently : Fraser Barratt (1 épisode)
- 2010-2012 : Lip Service : Jay Adams (8 épisodes)
- 2011 : Les Enquêtes de Vera : James Bennett (1 épisode)
- 2011 : Game of Thrones : Marillion (4 épisodes)
- 2011-2012 : Threesome (en) : Richie (14 épisodes)
- 2012 : Falcon: The blind man of Seville : Basilio Sanchez
- 2012 : Labyrinth : Guilhem du Mas (2 épisodes)
- 2012-2013 : The Paradise : John Moray (16 épisodes)
- 2013 : Rubenesque : Grant
- 2016 : Jonathan Creek : Stephen Belkin (1 épisode)
- 2017 : Clique : Alistair McDermid (6 épisodes)
- 2017 : Trust Me (en) (Secret médical) : Andy Brenner (4 épisodes)
- 2019 : Petit Meurtre entre frères (mini-série) : Kenny Burns
- 2021 : The Rig : Leck Longman (6 épisodes)

### Courts Métrages
- 2013 : Mission : Michael
- 2014 : The Ring Cycle : Richard
- 2018 : Tracks : Carl
- 2018 : Limbo : August Peyton
- 2020 : Kingdom Come : Scott
- 2020 : Sockdown :  Voix d'une des chaussettes dans la rue
- 2020 : Consumed : Tom

## Théâtre
- 2007  : Black Watch (National Theatre of Scotland-Edimbourgh) : Fraz
- 2010  :  Measure for Measure (Amedia Theatre-Londres) : Claudio
- 2015  :  A View from the Bridge (Young Vic Theatre-Londres) : Marco
- 2015  :  Red Velvet (Tricycle Theatre-Londres) : Pierre Laporte
- 2017  :  Fatherland (Royal Exchange Theatre-Manchester) : Scott
- 2018  :  Things of dry hours (Young Vic Theatre-Londres) : Corbin Teel
- 2019  : The Rose Tattoo (American Airlines Theatre- Broadway): Alvaro Mangiacavallo
- 2021  :  Flight (Bridge Theatre-Londres) : le narrateur

## Radio
- 2017 : Fountainbridge Spy (BBC) : Sean Connery
- 2018 : Mary Queen of Scots (BBC): Bothwell

## Musique
- 2016 :  Domestic Blues de Craig Lithgow : basse et chœurs